# Prisciliano de Avila

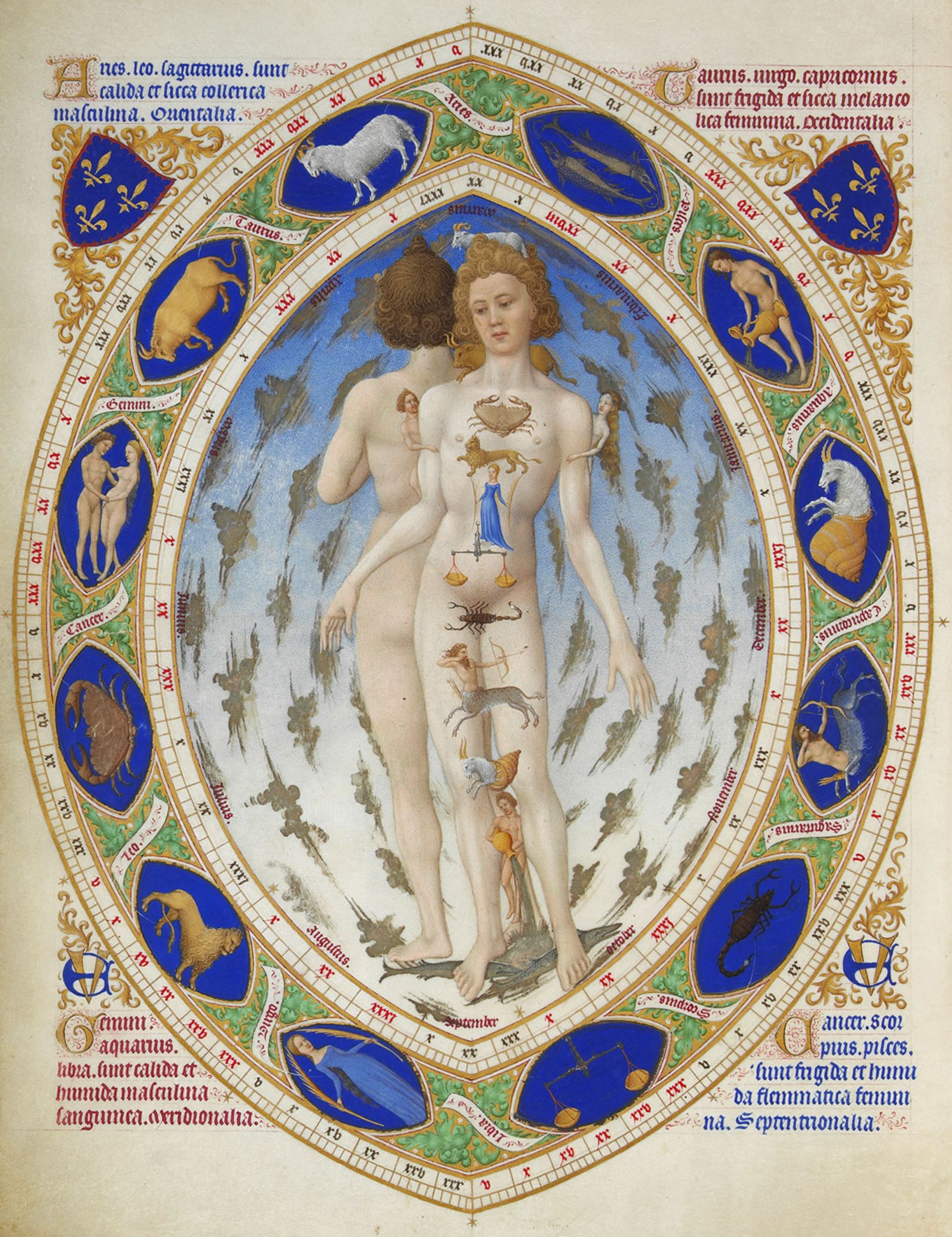
Prisciliano a învățat că numele Patriarhilor corespund unor părți ale sufletului, și în oglindire, semnele zodiacului corespund unor părți ale corpului. Un citat după Orosio din lucrarea sa Communitorium de errore Priscillianistarum et Origenistarum.

Priscillian, episcop de Ávila (n. ? - d. 385), a fost un teolog din Gallaecia Romană (în Peninsula Iberică). El a fost prima persoană din istoria creștinismului care a fost executat pentru erezie (cu acuzațiile civile cum că ar fi practicat magie). El a fondat un grup ascetic care, în ciuda persecuției, a continuat să subziste în Hispania și Galia până în secolul al VI-lea. Scrieri ale lui Priscillian, care părea cu siguranță pierdute, au fost recuperate în 1885 și publicate începând cu 1889. 